# Gonzalo Pizarro
Gonzalo Pizarro (ur. 1502, zm. 10 kwietnia 1548 roku) – hiszpański konkwistador Peru, młodszy brat (przyrodni) Francisco Pizarra, gubernator Quito, odkrywca zachodnich dorzeczy Amazonki w latach 1540–1544, przywódca buntu konkwistadorów przeciw koronie Hiszpańskiej w latach 1544–1548.
Pierwszy raz pojawił się na kontynencie amerykańskim w 1529 roku, kiedy to został zwerbowany przez swojego brata Francisca w jego rodzinnej miejscowości Estremadura. Uczestniczył we wszystkich bitwach Diega de Almagra aż do jego klęski w 1538 roku. Następnie został wysłany przez brata na południowe ziemie, w okolice jeziora Titicaca by tam stłumić powstanie Indian. Podbijając ten kraj otrzymał encomiendas z kopalniami srebra. Następnie toczył walki z powstańcami Manco Capaca w górach Kordyliery Wschodniej.

## Eldorado
W 1540 roku Gonzalo Pizarro został mianowany gubernatorem Quito w miejsce usuniętego Sebastiana de Belalcazara. Przez opowieści snute przez Gonzala Diaz de Pinda o Eldoradzie, który widział bogatą krainę w 1536 roku, postanowił odszukać je i zdobyć. W lutym 1541 roku wyruszył z Quito na czele 220 (lub 340) żołnierzy z 4000 Indian tragarzy oraz 5000 świń i tysiącem psów w kierunku Kordylierów. Góry przekroczył nieprzetartym szlakiem na wysokości 5000 m n.p.m. na północ od wulkanu Antisana. Po drodze budował mosty nad przepaściami oraz drogi w dżungli. U stóp wulkanu Sumac jego oddział, silnie już przerzedzony i pozbawiony prowiantu, przeczekał porę deszczową. W tym czasie do wyprawy dołączył Francisco de Orellana, kapitan Guayaquil wraz z 23 żołnierzami. Pizarro mianował go swoim zastępcą, a następnie sam na czele zwiadu udał się na południe, gdzie znalazł kilka, o małej wartości handlowej, skupisk drzew cynamonowych. Pizarro postanowił zawrócić na północ do rzeki Coca. Tam po 70 dniach spotkał się z Orellaną. Hiszpanie przeprawili się przez rzekę, a następnie pomaszerowali wzdłuż brzegu, aż do nastania pory deszczowej. Orellana ze swoim oddziałem zbudował brygantynę i jednocześnie spływał rzeką Coca, a dalej Napo. Trudy wyprawy, głód spowodował, iż 26 grudnia Pizarro zaokrętował 57 ludzi i broń i wysłał brygantynę po żywność.
Po kilku dniach, gdy statek nie wracał, Pizarro ogłosił Orellana zdrajcą i sam, wpierw rzeką Napa, a następnie lądem powrócił w sierpniu 1542 roku z 80 żołnierzami do Quito.

## Walka o sukcesję
Po powrocie Pizarra do Quito, dowiedział się o buncie ludzi Diego Almagro Juniora (Diego de Almagro II) i stłumieniu rebelii przez Vacę de Castro, który ogłosił się gubernatorem Peru. Gonzalo Pizarro natychmiast zgłosił swoje pretensje do tytułu, lecz został odprawiony do Boliwii. W 1542 roku cesarz Karol V ogłosił Leyas Nuevas (Nowe prawo) pozbawiając w ten sposób majątków i wpływów wszystkich konkwistadorów. Dwa lata później na stanowisko wicekróla Peru, cesarz mianował Blasco Núñez Vela. Po jego przybyciu do Limy wraz z czterema sędziami nowo utworzonego trybunału administracyjnego (audiencje) i ogłoszeniu wolności Indian, w kraju wybuchły sprzeciwy. Stronnictwa przeciwne nowemu królowi obrały na swojego przywódcę Pizarra. Wybuchły walki pomiędzy Hiszpanami. 10 września la Vela dokonał zabójstwa Hiszpana. Audiencja nakazała aresztowanie de Vela i odesłanie go do Hiszpanii, a Limę zajął Pizarro.
Blasco Núñez Vela, dzięki przekupieniu załogi statku, został wysadzony w Tumbezie, skąd udał się do Quito, a następnie z zebraną armią wyruszył na Limę. Tam napotkał znacznie liczniejsze siły Pizarra, które zmusiły go do wycofania wojsk aż po Popajn. Tam do Veli przyłączyły się oddziały Belalcazara. 16 stycznia 1546 roku, dzięki zwabieniu armii Veli pod Quito, Pizarro rozbił jego wojska, a pojmanemu Blasco Núñezowi Veli ściął głowę.
Po tym zwycięstwie Pizarro opanował Panamę i zbudował silną flotę. Nie potrafił jednak wykorzystać swojej siły, nie ogłosił się królem, lecz czekał na oficjalną nominację cesarza Hiszpanii.
W 1547 roku do Peru przybył oficjalny nowy wicekról Peru Pedro de la Gasca. Jego wojska stacjonowały na północy kraju do marca 1548 roku. w tym czasie liczebność armii Pizarra szybko topniała, a dezerterzy przechodzili na stronę nowego wicekróla. W marcu de la Gasca wyruszył na Cuzco, gdzie pokonał nieliczną już armię Pizarra, a jego samego wziął do niewoli. 10 kwietnia 1548 roku Gonzalo Pizarro został ścięty.